# Lotus Emeya
La Lotus Emeya (Type 133) est une berline électrique du constructeur automobile britannique Lotus produite à partir de 2023. Elle est le troisième modèle électrique de la marque et la première berline de l'histoire du constructeur.

## Présentation
D'abord prénommée Envya dans la presse, Lotus Cars annonce le 29 août 2023 que sa berline prend le nom d'Emeya, et comme les autres modèles du constructeur (Elan, Esprit, Elise, Exige, Evora, Evija, Eletre) son nom commence par un « E ».
La Lotus Emeya est présentée le 7 septembre 2023
La première berline (5 portes, 4 pquatreaces) de la marque est le second modèle du constructeur à ne pas être produit à Hethel au Royaume-Uni, mais en Chine à Wuhan (Lotus appartenant au constructeur chinois Geely) aux côtés de la Lotus Eletre.

## Caractéristiques techniques
L’Emeya est basée sur la plateforme technique EPA (Electric Premium Architecture) de Lotus, , spécifique aux modèles électriques du groupe Geely (dont Lotus fait partie) où elle est dénommée SEA (Sustainable Electric Architecture).
Elle dispose de 5 modes de conduite (Range, Tour, Sport, Individual, Track) qui agissent entre autres sur la hauteur de caisse, la rigidité de la suspension ou le maintien latéral des sièges.

### Motorisations
L’Emeya reprend l'ensemble moteurs de l'Eletre R, à savoir un moteur synchrone à aimants permanents sur chaque essieu pour une puissance combinée de 905 ch et 985 N m de couple.
Batterie
L'Emeya dispose d'une batterie lithium-ion NMC (nickel-manganèse-cobalt) d'une capacité de 102 kWh.
| Logo de Lotus                             | Caractéristiques techniques      | Caractéristiques techniques      | Caractéristiques techniques      |
| Logo de Lotus                             | Emeya                            | Emeya S                          | Emeya R                          |
| ----------------------------------------- | -------------------------------- | -------------------------------- | -------------------------------- |
| Puissance moteur électrique (kW)          | avant : arrière :                | avant : arrière :                | avant : arrière :                |
| Puissance maximale (ch)                   | 612 (450)                        | 612 (450)                        | 918 (675)                        |
| Couple maximal (N m)                      | 710                              | 710                              | 985                              |
| Transmission                              | Intégrale                        | Intégrale                        | Intégrale                        |
| Vitesse maximale (en km/h)                | 250                              | 250                              | 256                              |
| 0-100 km/h (en s)                         | 4,15                             | 4,15                             | 2,78                             |
| Masse à vide (kg)                         | 2490                             | 2490                             | 2590                             |
| Batterie                                  |                                  |                                  |                                  |
| Type                                      | Li-NMC (nickel manganèse cobalt) | Li-NMC (nickel manganèse cobalt) | Li-NMC (nickel manganèse cobalt) |
| Capacité brute (kWh)                      |                                  |                                  |                                  |
| Capacité nette (kWh)                      | 102                              | 102                              | 102                              |
| Autonomie (cycle WLTP)                    | 610                              | 540                              | 435                              |
| Consommation (kWh/100 km)                 |                                  |                                  |                                  |
| Temps de recharge                         |                                  |                                  |                                  |
| sur une Wallbox 11 kW                     |                                  |                                  |                                  |
| sur une borne 22 kW                       | 5h48                             | 5h48                             | 5h48                             |
| sur une borne 350 kW (DC)                 | 18 minutes (10 à 80 %)           | 18 minutes (10 à 80 %)           | 18 minutes (10 à 80 %)           |
| Puissance de recharge                     |                                  |                                  |                                  |
| en courant alternatif monophasé (AC) (kW) | 7,4                              | 7,4                              | 7,4                              |
| en courant alternatif triphasé (AC) (kW)  | 22                               | 22                               | 22                               |
| en courant continu (DC) (kW)              | 350                              | 350                              | 350                              |

## Finitions
- Emeya[11] :
  - affichage tête haute
  - caméras à 360°
  - climatisation automatique à 4 zones
  - écran central tactile OLED de 15,1”
  - écran passager avant
  - jantes en alliage de 20”
  - projecteurs à LED adaptatifs
  - radars de stationnement avant et arrière
  - suspension pneumatique active
  - système audio KEF 1 380 W à 15 haut-parleurs
  - tableau de bord numérique

- Emeya S[12] :
  - freins à hautes performances
  - jantes en alliage de 21”
  - pédalier sport
  - seuils de porte rétroéclairés
  - vitres arrière surteintées

- Emeya R :
  - pack carbone
  - pneus à hautes performances
  - roues arrière directrices
  - système antiroulis actif
  - toit panoramique